# 維多利諾·馬克斯·布斯蒂略斯
維多利诺·馬克斯·布斯蒂略斯（西班牙語：Victorino Márquez Bustillos，1858年11月2日—1941年1月10日），委內瑞拉政治人物，1914年至1922年擔任委內瑞拉總統。在此期间，將軍胡安·比森特·戈麥斯为委内瑞拉的实权人物。